# 213-та піхотна дивізія (Третій Рейх)
213-та піхотна дивізія (Третій Рейх) (нім. 213. Infanterie-Division) — піхотна дивізія Вермахту, що входила до складу німецьких сухопутних військ у роки Другої світової війни.

## Історія
213-та піхотна дивізія була сформована 26 серпня 1939 року в VIII військовому окрузі в Глогау під час 3-ї хвилі мобілізації Вермахту. Перебувала в резерві 10-ї армії і базувалася біля Бреслау.
Під час Польської кампанії брала участь в опануванні Калішу, Лодзя і билася з польськими військами поблизу Модлина. Пізніше передислокувалася в Познань, де охороняла місто і брала участь у придушенні антинімецьких виступів. Пізніше була підпорядкована 7-ій армії і передислокована на німецько-французький кордон.
Під час Французької кампанії форсувала Рейн і здобула Мюлуз. Після завершення кампанії дивізію вивели до Бюнцлау, де з липня 1940 по лютий 1941 року вона не була активна. 15 березня 1941 року дивізію розформували, а на її основі були створені 213-та, 286-та і 403-тя дивізії охорони.

## Райони бойових дій
- Німеччина (серпень 1939)
- Польща (вересень 1939 — січень 1940)
- Німеччина (січень — травень 1940)
- Франція (травень — липень 1940)
- Німеччина (липень 1940 — березень 1941)

## Командування

### Командири
- генерал-лейтенант Рене де Курбієр (нім. René de l'Homme de Courbière) (26 серпня 1939 — 15 березня 1941)

### Підпорядкованість
| Час      | Корпус       | Армія                          | Група армій (округ)   | Штаб         |
| -------- | ------------ | ------------------------------ | --------------------- | ------------ |
| 1939     |              |                                |                       |              |
| вересень | резерв       |                                | Група армій «Південь» | Польща       |
| листопад | XXXV Ком.ОПр | Прикордонне управління «Центр» |                       | Польща       |
| 1940     |              |                                |                       |              |
| січень   | XXXV Ком.ОПр | Прикордонне управління «Центр» |                       | Польща       |
| червень  |              | 7 А                            | Група армій «C»       | Верхній Рейн |
| липень   |              |                                |                       | Німеччина    |
| 1941     |              |                                |                       |              |
| січень   |              |                                |                       | Німеччина    |

## Склад
| Вересень 1939                          |
| -------------------------------------- |
| 318-й піхотний полк                    |
| 354-й піхотний полк                    |
| 406-й піхотний полк                    |
| 213-й артилерійський полк              |
| 213-й протитанковий дивізіон           |
| 213-й інженерний батальйон             |
| 213-те дивізійне управління постачання |
| 213-й дивізійний батальйон зв'язку     |
| 213-й резервний батальйон              |